# Лящук, Руслан Михайлович
Руслан Михайлович Лящук (21 ноября 1974) — российский футболист, вратарь и тренер.

## Биография
Дебютировал в «Ростсельмаше» 8 ноября 1991 года в последнем, гостевом матче первенства первой лиги против петербургского «Зенита» (0:6). Следующие 1,5 сезона был в составе «Ростсельмаша», выступавшего в высшей лиге России, но играл только во второй лиге за вторую команду. Вторую половину сезона-1993 провёл в лубе первой лиги АПК Азов — 18 игр, 49 пропущенных мячей. В 1994 году перешёл в новороссийский «Черноморец», с которым вышел в высшую лигу. В 1995 году основным вратарём команды был Сергей Павлов; Лящук провёл четыре матча, в которых пропустил 10 голов, половину из которых — в своей первой игре 15 июля от московского «Спартака». В 1996 году сыграл один матч за клуб второй лиги СКА Ростов-на-Дону, после чего перешёл в клуб первой лиги «Динамо-Газовик» Тюмень, но выступал только за дубль в третьей лиге. Затем был в составе китайского клуба «Сычуань Цюаньсин». В 1997 году перешёл в клуб третьей лиги «Торпедо-ЗИЛ» Москва, с которым за два сезона поднялся до первого дивизиона, но в 1999 году был третьим вратарём после Александра Помазуна и Сергея Козко и не провёл ни одного матча. В 2000 году сыграл 20 матчей, пропустил 23 гола в клубе второго дивизиона «Звезда» Иркутск. В 2001 году играл в любительском клубе «Динамо-МГО-Мострансгаз», в 2002 провёл две игры за армянский «Пюник» Ереван. Позже выступал за московские любительские клубы «Крылья Советов» (2003), «Орлёнок» (2006), «Корстон» (2007—2008).
По состоянию на 2017 год — тренер вратарей в спортивной школе московского «Локомотива».
Сын Руслан — хоккеист.